# Loin des yeux, près du cœur
Pour plus de détails, voir Fiche technique et Distribution.
Loin des yeux, près du cœur (Safe Passage) est un film américain réalisé par Robert Allan Ackerman, sorti en 1994.

## Synopsis
Une mère de sept enfants est confrontée à un mariage vacillant et à l'inquiétude lorsqu'un de ses fils, militaire stationné en Egypte, est présumé disparu lors de l'attaque de sa base militaire.

## Fiche technique
- Titre : Loin des yeux, près du cœur
- Titre original : Safe Passage
- Réalisation : Robert Allan Ackerman
- Scénario : Deena Goldstone
- Musique : Mark Isham
- Photographie : Ralf D. Bode
- Montage : Rick Shaine
- Production : Gale Anne Hurd
- Société de production : Pacific Western Productions
- Société de distribution : New Line Cinema (États-Unis), Metropolitan Filmexport (France)
- Pays :  États-Unis
- Genre : Drame
- Durée : 98 minutes
- Dates de sortie : 
  -  États-Unis : 23 décembre 1994 (Los Angeles), 6 janvier 1995
  -  France : 7 août 1996

## Distribution
- Susan Sarandon (VF : Frédérique Tirmont ; VQ : Claudine Chatel) : Mag Singer
- Nick Stahl (VF : Maël Davan-Soulas ; VQ : Joël Legendre) : Simon Singer
- Sam Shepard (VF : Hervé Bellon ; VQ : Jean-Luc Montminy) : Patrick Singer
- Marcia Gay Harden (VF : Déborah Perret ; VQ : Élise Bertrand) : Cynthia
- Robert Sean Leonard (VF : Olivier Jankovic ; VQ : Daniel Picard) : Alfred Singer
- Sean Astin (VF : Mathias Kozlowski ; VQ : Alain Zouvi) : Izzy Singer
- Patricia Reeves (VQ : Diane Arcand) : Mme. Silverman
- Matt Keeslar (VF : Damien Boisseau ; VQ : Jacques Lavallée) : Percival Singer
- Jason London (VF : Pierre Tessier) : Gideon Singer
- Philip Bosco (VF : Jacques Dynam) : Mort
- Steven Robert Ross (VF : Adrien Antoine) : Darren Singer
- Philip Arthur Ross (VF : Tony Marot) : Merle Singer

 Source : version québécoise (VQ) sur Doublage.qc.ca

## Sortie et accueil
Le film, distribué au cinéma dans 263 salles aux États-Unis, engrange 1 618 282 $. En France, il totalise 18 414 entrées, dont 14 422 entrées à Paris, où il a été distribué dans 9 salles,.
Le film reçoit la note de 2,5/5 sur AllMovie